# Етісгайм
Етісгайм (нім. Ötisheim) — громада в Німеччині, знаходиться в землі Баден-Вюртемберг. Підпорядковується адміністративному округу Карлсруе. Входить до складу району Енц.
Площа — 14,27 км2. Населення становить 4708 ос. (станом на 31 грудня 2020).